# Хорхе Барріос (футболіст)
Хорхе Барріос (ісп. Jorge Barrios, нар. 24 січня 1961, Лас-П'єдрас) — уругвайський футболіст, що грав на позиції півзахисника. По завершенні ігрової кар'єри — тренер. Відомий за виступами за уругвайські клуби «Монтевідео Вондерерс» та «Пеньяроль», грецькі «Олімпіакос» та «Левадіакос», а також у складі національної збірної Уругваю. Чемпіон Греції. Чемпіон Уругваю. У складі збірної — володар Кубка Америки.

## Клубна кар'єра
Хорхе Барріос народився в місті Лас-П'єдрас, та розпочав виступи на футбольних полях у 1977 році в команді «Монтевідео Вондерерс», в якій грав до 1985 року.
У 1985 році Барріос став гравцем грецького «Олімпіакоса», у складі якого став чемпіоном Греції в 1987 році. У 1987 році перейшов до складу іншого, менш титулованішого грецького клубу «Левадіакос», у якому грав до 1991 року. У 1991 році повернувся на батьківщину, де став гравцем одного з двох найбільш титулованих уругвайських клубів «Пеньяроль», в якому став у 1993 році чемпіоном країни. 1993 року повернувся до клубу «Монтевідео Вондерерс», за який грав до 2000 року, після чого завершив виступи на футбольних полях.

## Виступи за збірні
У 1979 році Хорхе Барріос залучався до складу молодіжної збірної Уругваю. У 1980 році футболіст дебютував у складі національної збірної Уругваю. Того ж року він отримав запрошення до складу збірної на турнір Мундіаліто, в якому грали майже всБарріосі збірні, які до цього ставали чемпіонами світу, що проводився в уругвайській столиці Монтевідео, на якому перемогу здобула уругвайська збірна. У складі збірної був учасником розіграшу Кубка Америки 1983 року, на якому уругвайська збірна здобула титул континентального чемпіона. У 1986 році Хорхе Барріос брав участь у чемпіонаті світу 1986 року у Мексиці, на якому був капітаном команди. У 1993 році футболіст брав участь у розіграші Кубка Америки 1993 року в Еквадорі.
Загалом протягом кар'єри у національній команді, яка тривала до 1993 року, провів у її формі 60 матчів, забивши 3 голи.

## Кар'єра тренера
Після завершення виступів на футбольних полях Хорхе Барріос став футбольним тренером. У 2005 році він очолив грецький клуб «Кавала», а наступного року тренував грецький клуб «Докса Драма». У 2007 році колишній футболіст очолив грецький клуб «Іонікос». У 2007—2008 роках уругвайський тренер очолював кіпрський клуб «Олімпіакос», а в 2009—2010 році працював головним тренером грецького клубу «Нікі» (Волос). Надалі Хорхе Барріос працював на батькіщині, де був головним тренером клубу «Рампла Хуніорс», та спортивним директором свого рідного клубу «Монтевідео Вондерерс».

## Титули і досягнення
- Чемпіон Греції (1):

«Олімпіакос»: 1986–1987
- Чемпіон Уругваю (1):

«Пеньяроль»: 1993
- Чемпіон Південної Америки (U-20): 1979
- Володар Кубка Америки (1): 1983
- Переможець Мундіаліто: 1981